# Rhaestus femoralis
Rhaestus femoralis là một loài tò vò trong họ Ichneumonidae.